# Station Versailles-Chantiers
Versailles-Chantiers is een spoorwegstation aan de spoorlijn Paris-Montparnasse - Brest. Het ligt in de Franse gemeente Versailles in het departement Yvelines (Île-de-France).

## Geschiedenis
Het station werd op 12 juli 1849 geopend door de Compagnie des chemins de fer de l'Ouest bij de opening van de sectie Versailles-Chantiers - Chartres.

## Ligging
Het station ligt op kilometerpunt 16,562 van de spoorlijn Paris-Montparnasse - Brest. Ook is het station het beginpunt en eindpunt van de Grande ceinture van Parijs die een ring vormt om Parijs.

## Diensten
Het station is een van de grootste stations in de agglomeratie van Parijs, en wordt aangedaan door veel verschillende treinen:
- TGV-treinen tussen Le Havre en Marseille.
- Treinen van TER Centre en TER Pays de la Loire tussen Paris-Montparnasse en Le Mans
- Treinen van TER Centre Paris-Montparnasse - Chartres - Nogent-le-Rotrou
- Intercités-treinen Paris-Montparnasse - Argentan
- RER C-treinen tussen Versailles-Château-Rive-Gauche en Juvisy/Versailles-Chantiers, en tussen Saint-Quentin-en-Yvelines en Saint-Martin-d'Étampes.
- Transilien lijn N tussen Paris-Montparnasse en Mantes-la-Jolie/Plaisir - Grignon/Rambouillet.
- Transilien lijn U tussen La Verrière en La Défense

## Vorige en volgende stations
| Richting                                      | Vorig station     | Lijn    | Volgend station        | Richting                             |
| --------------------------------------------- | ----------------- | ------- | ---------------------- | ------------------------------------ |
| Saint-Quentin-en-Yvelines                     | Saint-Cyr         | RER C   | Viroflay-Rive-Gauche   | Saint-Martin-d'Étampes C6            |
| Eindbestemming                                | Eindbestemming    | RER C   | Petit Jouy - Les Loges | C8 Versailles-Château-Rive-Gauche C5 |
| Dreux                                         | Plaisir - Grignon | Trans N | Paris-Montparnasse     | Paris-Montparnasse                   |
| Mantes-la-Jolie Plaisir - Grignon Rambouillet | Saint-Cyr         | Trans N | Viroflay-Rive-Gauche   | Paris-Montparnasse                   |
| La Verrière                                   | Saint-Cyr         | Trans U | Chaville-Rive-Droite   | La Défense                           |